# هانس هوفمان (رسام)
هانس هوفمان (بالألمانية: Hans Hoffmann)‏ هو رسام ألماني، ولد في 1530 في نورنبرغ في ألمانيا، وتوفي في 1591 في براغ في التشيك.